# Desafio Internacional Guara Plus de Beach Soccer
O Desafio Internacional Guara Plus de Beach Soccer foi um quadrangular realizado pela Federação de Beach Soccer do Estado do Rio de Janeiro (FEBSERJ) durante 14-16 de dezembro de 2012, na cidade do Rio de Janeiro, mais especificamente no Centro de Treinamento do Vasco da Gama, no Leme. Teve como participante as equipes do Vasco da Gama, Botafogo, América e a Seleção do Irã. Teve como campeão o Vasco da Gama e o Botafogo ficando com o vice-campeonato.

## Jogos
- Dia 14 de dezembro
  - 16h – Vasco da Gama 8 x 3 América
  - 17h – Irã 3 x 4 Botafogo

- Dia 15 de dezembro
  - 8h30min – Botafogo 11 x 5 América
  - 9h30min – Irã 3 x 7 Vasco da Gama

- Dia 16 de dezembro
  - 8h30min – Irã 7 x 3 América
  - 9h30min – Vasco da Gama 3 x 2 Botafogo

## Prêmios Individuais
- Artilheiro: Silvano (América)
- Melhor Jogador: Bueno (Vasco da Gama)
- Melhor Goleiro: Cesinha (Vasco da Gama)
- Revelação: Mortari (Irã)

## Ver Também
- Mundialito de Clubes de Futebol de Areia
- Copa Brasil de Futebol de Areia
- Torneio Rio-São Paulo de Futebol de Areia

## Ligações Externas
- Página da FEBSERJ